# اتحادیه دانشگاه‌های دلتای یانگ تسه
اتحادیه دانشگاه‌های دلتای یانگ تسه یک اتحادیه متشکل از ۸ دانشگاه برجسته در شرق کشور جمهوری خلق چین است، این اتحادیه در سال ۲۰۰۵ تأسیس شد و به نوعی تقریباً نقش ایوی لیگ ایالات متحده آمریکا را در چین دارد. منظور از واژه «دلتا به لحاظ لغوی از زبان یونانی باستان گرفته شده و یعنی مثلث»  یک ناحیه سرسبز حاصلخیز بزرگ مثلثی شکل، از چند رودخانه همجوار است که معمولاً به منتهی الیه آب زمینی بزرگی که می تواند یک دریاچه، دریا، رودخانه بسیار بزرگ، اقیانوس، برکه، تالاب و... سرازیر می شوند؛ رودخانه یانگ تسه که یکی از بزرگترین رودخانه های جهان است، در بیشتر نواحی این رودخانه معمولاً عمق آب به قدری است که حتی کشتی های کروز و ناوهای یخ شکن و جنگی می توانند به راحتی از آن رد شوند. در امتداد رودخانه ای که گاهی پُرآب ترین رود جهان نیز عنوان می شود، یک سد بسیار طویل و غول آسا جهت تولید انرژی از آب ساخته شده است که سد یانگ تسه نام دارد. سد یانگ تسه بزرگترین و مرتفع ترین سد جهان است که روزانه هزاران مگاوات انرژی تولید می کند. این انرژی از میلیونها مترمکعب آب با ده ها توربین و سیستم های متعدد کنترل می شوند. یکی از دانشگاه های برجسته چین که طبق نظام های رتبه بندی جزو ۵ دانشگاه اول چین است‌، و همچنین جزو ۵۰ دانشگاه اول جهان هم می باشد یعنی دانشگاه شانگهای عضو دائم و فعال اتحادیه است. 